# Bob Sura
Robert Sura jr., detto Bob (Wilkes-Barre, 25 marzo 1973), è un ex cestista statunitense, professionista nella NBA.

## Carriera
Dura fu selezionato dai Cleveland Cavaliers al primo giro del Draft NBA 1995 (17ª scelta assoluta). La sua miglior stagione con i Cavaliers fu l’ultima, quando ebbe una media di 13,8 punti a partita nel 1999-2000. In seguito fu scambiato con i Golden State Warriors e giocò anche con i Detroit Pistons, gli Atlanta Hawks e gli Houston Rockets.
Con gli Hawks Sura salì alla ribalta quando riuscì quasi a disputare tre gare consecutive con una tripla doppia. L’ultima fu annullata dalla lega quando sbagliò appositamente un tiro sotto canestro per prendere il suo decimo rimbalzo. La NBA definisce un tiro come il tentativo di mettere il pallone nel canestro: non avendo avuto Sura l’intenzione di segnare, non gli fu accreditato nemmeno il rimbalzo.
Sura partecipò alla gara del tiro da tre punti durante l’All-Star Weekend, oltre alla gara delle schiacciate.
Le stagioni 2005-06 e 2006-07 le passò in lista infortunati. Il 29 ottobre 2007 fu svincolato dai Rockets, chiudendo la sua esperienza nella NBA.
Sura è il leader di tutti i tempi dell’Università statale della Florida per punti segnati in carriera e il suo numero di maglia è stato ritirato nel 2007.

## Statistiche

### College
| Anno      | Squadra             | PG  | PT | MP   | TC%  | 3P%  | TL%  | RP  | AP  | PRP | SP  | PP   |
| --------- | ------------------- | --- | -- | ---- | ---- | ---- | ---- | --- | --- | --- | --- | ---- |
| 1991-1992 | Fl. State Seminoles | 31  | 12 | 28,1 | 46,1 | 39,8 | 62,7 | 3,5 | 2,5 | 1,3 | 0,2 | 12,3 |
| 1992-1993 | Fl. State Seminoles | 34  | 34 | 35,7 | 45,2 | 33,2 | 63,8 | 6,1 | 2,7 | 1,6 | 0,2 | 19,9 |
| 1993-1994 | Fl. State Seminoles | 27  | 26 | 34,5 | 46,9 | 31,7 | 65,4 | 7,9 | 4,5 | 2,4 | 0,7 | 21,2 |
| 1994-1995 | Fl. State Seminoles | 27  | 26 | 36,3 | 41,7 | 32,3 | 68,7 | 6,9 | 5,4 | 1,8 | 0,2 | 18,6 |
| Carriera  | Carriera            | 119 | 98 | 33,6 | 45,0 | 33,6 | 65,2 | 6,0 | 3,7 | 1,8 | 0,3 | 17,9 |

### NBA

#### Regular Season
| Anno      | Squadra             | PG  | PT  | MP   | TC%  | 3P%  | TL%  | RP  | AP  | PRP | SP  | PP   |
| --------- | ------------------- | --- | --- | ---- | ---- | ---- | ---- | --- | --- | --- | --- | ---- |
| 1995-1996 | Cleveland Cavaliers | 79  | 3   | 14,6 | 41,1 | 34,6 | 70,2 | 1,7 | 2,9 | 0,7 | 0,3 | 5,3  |
| 1996-1997 | Cleveland Cavaliers | 82  | 23  | 27,7 | 43,1 | 32,3 | 61,4 | 3,8 | 4,8 | 1,1 | 0,4 | 9,2  |
| 1997-1998 | Cleveland Cavaliers | 46  | 4   | 20,5 | 37,7 | 31,7 | 56,5 | 2,0 | 3,7 | 1,0 | 0,2 | 5,8  |
| 1998-1999 | Cleveland Cavaliers | 50  | 6   | 16,8 | 33,3 | 20,0 | 63,1 | 2,0 | 3,0 | 0,9 | 0,3 | 4,3  |
| 1999-2000 | Cleveland Cavaliers | 73  | 45  | 30,4 | 43,7 | 36,7 | 69,7 | 3,9 | 3,9 | 1,2 | 0,3 | 13,8 |
| 2000-2001 | G.S. Warriors       | 53  | 42  | 31,8 | 39,0 | 27,3 | 71,4 | 4,3 | 4,6 | 1,0 | 0,2 | 11,1 |
| 2001-2002 | G.S. Warriors       | 78  | 5   | 22,8 | 42,4 | 31,6 | 72,0 | 3,3 | 3,5 | 1,1 | 0,2 | 10,0 |
| 2002-2003 | G.S. Warriors       | 55  | 0   | 20,5 | 41,2 | 32,9 | 69,6 | 3,0 | 3,2 | 0,8 | 0,0 | 7,3  |
| 2003-2004 | Detroit Pistons     | 53  | 0   | 13,3 | 41,0 | 25,0 | 69,6 | 1,9 | 1,7 | 0,7 | 0,2 | 3,8  |
| 2003-2004 | Atlanta Hawks       | 27  | 18  | 35,4 | 42,0 | 27,9 | 78,3 | 8,3 | 5,3 | 0,9 | 0,2 | 14,7 |
| 2004-2005 | Houston Rockets     | 61  | 59  | 31,5 | 42,7 | 35,5 | 75,0 | 5,5 | 5,2 | 1,1 | 0,1 | 10,3 |
| Carriera  | Carriera            | 657 | 205 | 23,7 | 41,4 | 32,5 | 68,9 | 3,4 | 3,8 | 1,0 | 0,2 | 8,6  |

#### Playoffs
| Anno     | Squadra             | PG | PT | MP   | TC%  | 3P%  | TL%  | RP  | AP  | PRP | SP  | PP  |
| -------- | ------------------- | -- | -- | ---- | ---- | ---- | ---- | --- | --- | --- | --- | --- |
| 1996     | Cleveland Cavaliers | 3  | 0  | 6,0  | 66,7 | -    | -    | 0,3 | 1,0 | 0,3 | 0,0 | 1,3 |
| 1998     | Cleveland Cavaliers | 3  | 0  | 10,3 | 20,0 | 0,0  | 66,7 | 1,0 | 1,3 | 0,3 | 0,0 | 1,3 |
| 2005     | Houston Rockets     | 7  | 7  | 26,0 | 43,5 | 53,8 | 66,7 | 3,9 | 2,0 | 1,0 | 0,0 | 7,9 |
| Carriera | Carriera            | 13 | 7  | 17,8 | 42,6 | 46,7 | 66,7 | 2,4 | 1,6 | 0,7 | 0,0 | 4,8 |

## Palmarès
- Campionato NBA: 1

Detroit Pistons: 2004